# Valentin Porte
Valentin Porte (Versailles, 1990. szeptember 7. –) olimpiai, világ- és Európa-bajnok francia kézilabdázó, jelenleg a Montpellier Handball játékosa. Ezüstérmet szerzett a 2016. évi nyári olimpiai játékokon a francia válogatottal, ott bekerült az All-star csapatba a legjobb jobbátlövőként.

## Sikerei, díjai

### Klub
- Bajnokok Ligája
  -     - Győztes: 2018

### Válogatott
- Olimpiai játékok
  -  Arany: 2020
  -  Ezüst: 2016
- Világbajnokság
  -  Arany: 2015, 2017
  -  Ezüst: 2023
  -  Bronz: 2019
- Európa-bajnokság
  -  Arany: 2014, 2024
  -  Bronz: 2018
- Junior világbajnokság
  - 6. helyezett: 2011